# Airas Veaz
Airas Veaz fue un trovador, posiblemente portugués del siglo XIII, autor de lírica gallego-portuguesa.

## Biografía
Carolina Michaëlis sostuvo que se trata de una persona de baja condición social, sin embargo, Giulia Lanciani cree que se trataba de un burgués y António Resende de Oliveira que proviene de alguna familia noble documentada como Veyaz o Vaaz. Es posible que tenga frecuentado la corte de Alfonso X en base a una de sus obras y a una cantiga de Vasco Perez Pardal en la que se refiere a un Airas Veaz como alcalde en tierras de Castilla.

## Obra
Se conservan tres obras, además de una cuarta, de dudosa autoría, que puede ser suya o de Fernando González de Sanabria. Son dos cantigas de amor y una de escarnio y meldecir.